# ديفيد هارتلي (عالم حاسوب)
ديفيد هارتلي (بالإنجليزية: David Hartley)‏ هو عالم حاسوب بريطاني، ولد في 14 سبتمبر 1937 في هاليفاكس في المملكة المتحدة.